# Архитектура Воронежа

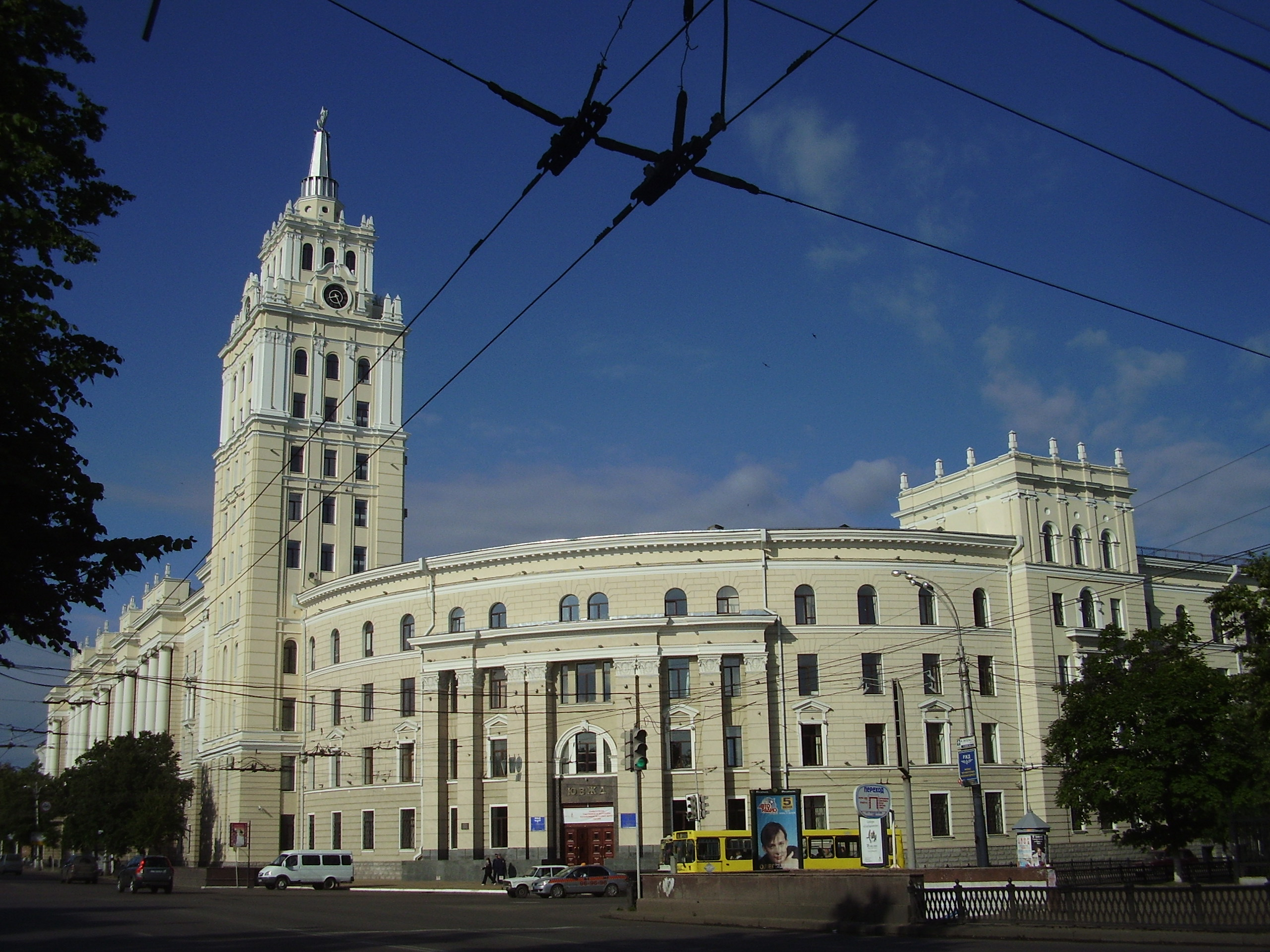
Здание управления Юго-Восточной железной дороги

Самым старым зданием в Воронеже после колокольни Акатова монастыря является Успенский Адмиралтейский храм, который находится по адресу ул. Софьи Перовской, 9.

## История
Воронеж был создан в 1585 году как деревянная крепость, которая располагалась за современной Университетской площадью в районе улицы Шевченко. Высота крепостных стен была 6 м, а высота башен — 20 м.
В XVI-XVII веках застройка города происходила хаотично. Город развивался в сторону горного плато вдоль реки по прибрежным склонам. Подробное описание Воронежа приводится в дозорной книге 1615 года. Воронеж в то время представлял собой рубленный город и острог, который располагался рядом с ним. За исключением слободы Успенского монастыря городские слободы находились в остроге и за его территорией. Последние образовывали посад.

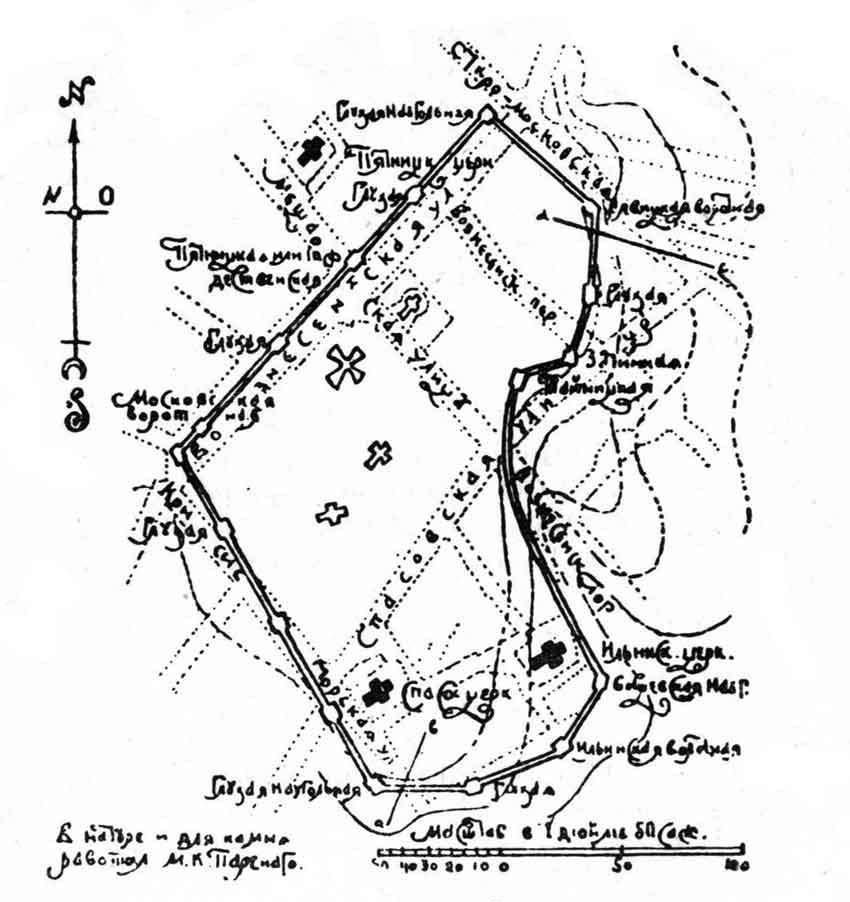
План крепостных стен Воронежа (последняя четверть XVII века)
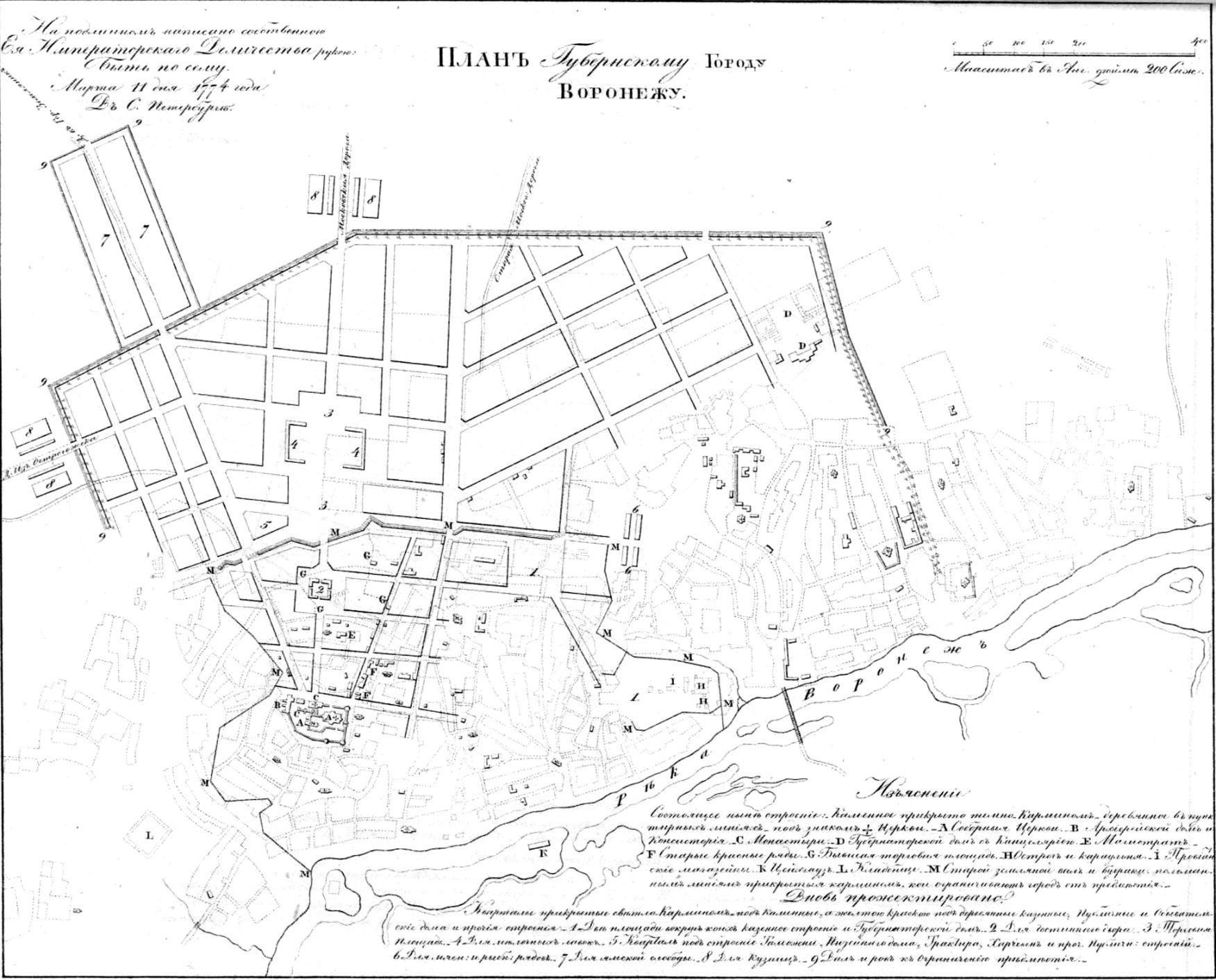
План губернского города Воронежа (1774 год)
План современного Воронежа

В 1674 году была построена церковь Акатова монастыря, которая стала первым каменным зданием города, её колокольня сохранилась к настоящему времени, и является наиболее древним архитектурным памятником Воронежа. Первый дом в Воронеже был построен из камня в 1676 году. Тем не менее в середине XVII века большинство городских зданий было построено из дерева. После создания в 1682 году Воронежско-Борисоглебской епархии, центром которой стал Воронеж, в городе начинают более активно строить каменные церкви, а деревянные перестраивать. Так в 1684 году началось строительство каменного пятиглавого Благовещенского собора взамен деревянного.
С 1696 года Воронеж превратился в центр кораблестроения для Азовского флота. Работы в основном велись на правом берегу реки Воронеж (ныне это соответствует территории находящейся между улицами Чернышевского и Большой стрелецкой) и на острове, на котором были построены цейхауз и дом Петра I. Здания, построенные для иностранных специалистов, располагались в так называемой немецкой слободе. Среди них были дома построенные в европейском стиле и две лютеранские кирхи. В 1700 году по приказу царя Успенский мужской монастырь был переведен на новое место и объединён с Акатовым монастырём. В это же время Успенская церковь была превращена в Адмиралтейскую. За 15 лет кораблестроения планировка Воронежа изменилась. В ней можно было выделить район старого города, район вокруг кораблестроения и территорию Акатового монастыря. Центр города переместился к месту нахождения Воронежского Адмиралтейского приказа, рядом с которым в 1700 году в Воронеже были установлены большие железные часы с пятью боевыми колоколами. Это были одни из первых общественных часов в России, установка которых в то время в городе означало повышение его статуса. 10 мая 1748 года Воронеж очень сильно пострадал от пожара. Сгорели почти все постройки на берегу реки. После этой трагедии центр Воронежа опять стал располагаться в том месте, где сейчас находится современная Университетская площадь.
16 февраля 1782 года наместником Воронежским и Харьковским указом императрицы Екатерины II был назначен Василий Алексеевич Чертков. Под его руководством была создана регулярная планировка города с прямыми пересекающимися улицами. Регулярный (главный) план города Воронежа, утверждённый императрицей в 1774 году, основывался на традиционном для того времени принципе «трезубца».От Митрофаньевского монастыря прошли три «луча» — Большая Московская улица (ныне ул. Плехановская), Большая Девицкая улица (ныне ул. Платонова и ул. 9 января) и Мещанская улица (ныне ул. Володарского).

### Современная архитектура
Территория современного Воронежа включила в себя почти независимые от него в прошлом слободы: на правом берегу реки — Троицкую, Ямскую, Чижовку и др., а на левом берегу, Придачу и Монастырщенку. Планировка большинства городских улиц и площадей (Генерала Черняховского, Ленина, Победы, Заставы, Никитина, Советская, Университетская, площадь Детей) представляет историческую ценность. Существует проект создания площади Олимпийской Славы у Дворца спорта «Юбилейный».

Стела с орденом Отечественной войны I степени.

В Воронеже в данный момент ведётся активное строительство. Общая площадь земельных участков, предоставленных для строительства (данные 2009—2011 годов запланированные):
- 2007 год — 65,3 га
- 2008 год — 84,2 га
- 2009 год — 80,0 га
- 2010 год — 70,0 га
- 2011 год — 75,0 га.

Из них для жилищного строительства, индивидуального жилищного строительства (данные 2009—2011 годов запланированные):
- 2007 год — 37,85 га
- 2008 год — 46,57 га
- 2009 год — 25,00 га
- 2010 год — 23,00 га
- 2011 год — 26,00 га.

Среди новых зданий можно отметить здание областной прокуратуры и др.

До принятия городской Думой 19 декабря 2008 года генерального плана строительства в Воронеже были снесены исторические объекты, представляющие историческую ценность: дом Перелыгиной на ул. Платонова (памятник истории и архитектуры регионального значения, построенный в 1919 году) и столетняя рекламная городская тумба. Из-за непроведения реконструкции 23 февраля 2008 года рухнул купол здания Ротонды, памятника Великой Отечественной войны. 19 декабря 2008 года после обсуждения на общественных слушаниях городской думой был принят генеральный план строительства в Воронеже, в котором по данным февраля 2010 года многие находящиеся под охраной Российского государства здания обозначены как обыкновенные, что создаёт угроза их сноса или реконструкции, после которой они потеряют свою ценность. Так по данным 2009 года городская администрация планирует снести дом, в котором жил в ссылке О. Э. Мандельштам.
В 2009 году в Воронеже состоялся третий межрегиональный конкурс «Зодчество Черноземья-2009»
|                              |                     |           |  |
| Здание областной прокуратуры | Здание казначейства | Арт-отель |  |

Летом 2010 года окраины Воронежа (Масловка, у авторынка в Северном районе, Кожевенный кордон, около посёлка Боровое и др.) пострадали от пожара. При тушении была использована авиатехника. Были погибшие. Дома многих жителей сгорели. Впоследствии им была оказана материальная помощь.
В Воронеже в данный момент ведётся активное строительство. Общая площадь земельных участков, предоставленных для строительства в 2009 году составила 34 га. Из них для жилищного строительства, индивидуального жилищного строительства — 5,42 га, а для комплексного освоения в целях жилищного строительства — 30,7 га. К празднованию 425-летия город активно благоустраивают. Отремонтированы фасады многих зданий центральных улиц. Реконструируется парк «Алые паруса». В парке «Шинник» отреставрирован фонтан, не работавший 30 лет..

## Здания
В 1786—1787 годах по проекту Джа́комо Анто́нио Доме́нико Кваре́нги как часть неосуществленного комплекса общественных зданий Дом казённой палаты (проспект Революции, 21) был возведен при генерал-губернаторе Черткове для казённой палаты.

## Дом Тулиновых
В 1811—1813 годы по проекту городского архитектора Т. С. Кондратьева в стиле ампир было построено двухэтажное здание, Дом Тулиновых (проспект Революции, 30). В 1818 году в этом доме останавливался Александр I, а в июле 1837 года два дня провел здесь наследник престола, будущий император Александр II вместе с поэтом Василием Жуковским.

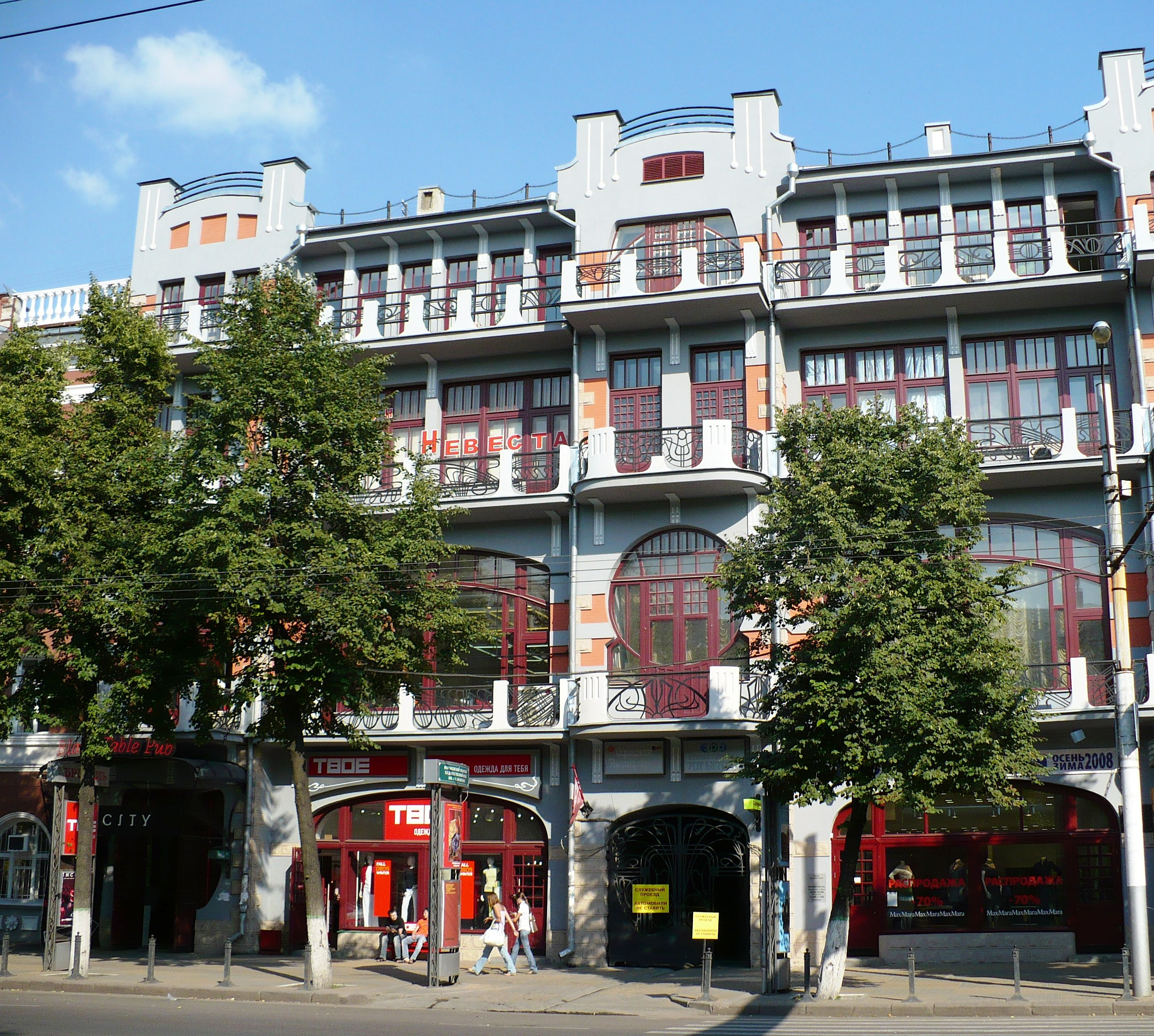
Воронеж, Здание гостиницы «Бристоль» (1909—1910 гг.)

## Здание гостиницы «Бристоль»
В 1909—1910 годы по проекту инженера М. Е. Фурманова было построено Здание гостиницы «Бристоль» (проспект Революции, 43). При строительстве был использован железобетон. В этом здании впервые в городе заработал грузовой лифт.

## Здание Управления ЮВЖД
С 1929 года началось строительство здания Управления ЮВЖД в стиле конструктивизм по проекту архитектора Н. В. Троицкого (проспект Революции, 18). Сдано в эксплуатацию в 1932 году. Во время Второй мировой войны было разрушено. В 1952 году было перестроено автором в стиле классицизм.

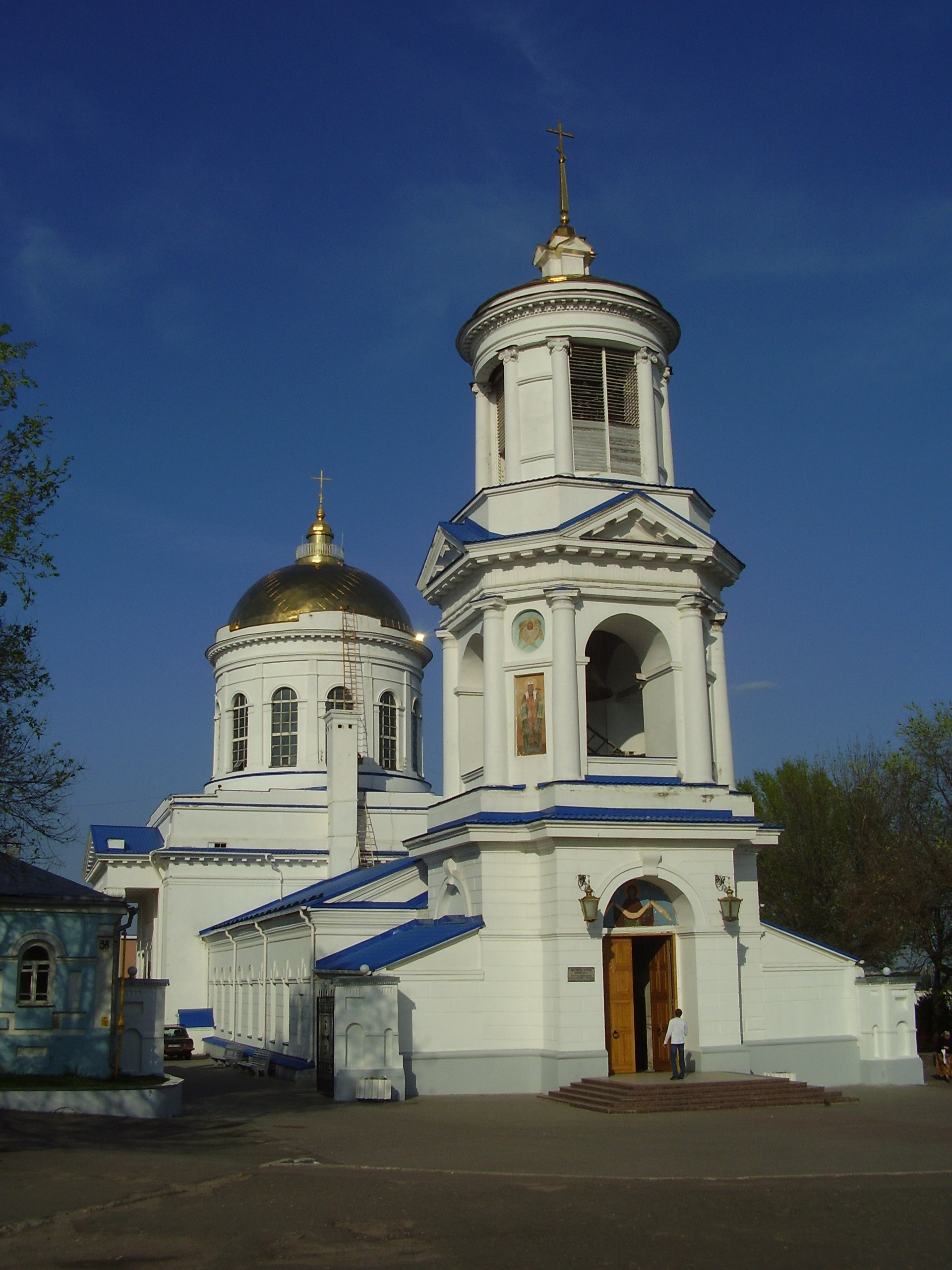
Покровский кафедральный собор

## Здание областной администрации
После Великой Отечественной войны при восстановлении Воронежа существовал проект воронежского архитектора Л. В. Руднева строительства административного здания «Дом Советов». Предполагалось построить здание с примерно 16-18 этажами. Его общая высота со шпилем должна была составить 103 метра, что в полтора раза больше, чем высота здания ЮВЖД. На шпиле должна была разместиться звезда (прим. скорее всего пятиконечная). Здание планировалось построить многоярусным сужающимся с высотой. Вместо башни построили 6-этажное здание, ныне занимаемое Правительством Воронежской области. Такая же участь постигла и здание Воронежского государственного университета, который должен был стать таким высоким как здания МГУ.

## «Утюжок»
На перекрестке проспекта Революции и Пушкинской улицей (проспект Революции, 58) расположено здание формы утюга. Оно так и называется «Утюжок». На этом месте раньше находился торговый дом Вяхиревых, форма которого и послужила причиной названия здания..
Покровский кафедральный собор был построен во время епископа Митрофана.

## Каменный мост
Каменный мост — мост у пересечения улиц Карла Маркса и Чернышевского, который был построен в августе-сентябре 1826 г. по проекту городского архитектора И. А. Блицина при губернаторе Н. И. Кривцове, начавшем активное благоустройство города. В 1984—1986 гг. к 400-летию города было проведено обновление моста, выполненное по проекту архитектора А. В. Поспелова.
- Здание Александрийского детского приюта[23] — здание с башней (ул. Карла Маркса, 45), стоящее рядом с каменным мостом. В нём до 1917 году находился Александрийский детский приют, который был открыт в 1848 году С 1936 года в доме размещались ясли-сад Управления КГБ по Воронежской области. После войны здание было восстановлено по проекту архитектора Б. Н. Зотова. При этом угловая часть была сделана более высокой и получила открытый ярус, подобный ярусу звона колоколен.